# Ysabeau S. Wilce
Ysabeau S. Wilce (ur. w Kalifornii) – amerykańska pisarka, autorka opowiadań i powieści dla młodzieży z gatunku fantasy.

## Życiorys
Ysabeau Wilce pochodzi z Kalifornii; wiele podróżowała po Europie i Stanach Zjednoczonych, by w końcu osiedlić się w Chicago. Z wykształcenia jest historykiem, specjalizowała się w historii militarnej.
Wilce jest autorką dwóch powieści, osadzonych w fantastycznym świecie Calify, których bohaterką jest nastoletnia Flora Segunda.

## Twórczość

### Opowiadania
- “Metal More Attractive”, Magazine of Fantasy & Science Fiction, 2004
- “The Biography of a Bouncing Boy Terror”, Isaac Asimov’s Science Fiction Magazine, 2004
- “The Lineaments of Gratified Desire”, Magazine of Fantasy & Science Fiction, 2006, oraz antologia The Year’s Best Fantasy and Horror, (wydawcy: Ellen Datlow, Kelly Link, Gavin Grant), 2006.
- “Quartermaster Returns”, w antologii Eclipse (wydawca: Jonathan Strahan), 2007

### Powieści
- Flora Segunda: Being the Magickal Mishaps of a Girl of Spirit, Her Glass-Gazing Sidekick, Two Ominous Butlers (One Blue), a House with Eleven Thousand Rooms, and a Red Dog, 2007
- Flora's Dare: How a Girl of Spirit Gambles All to Expand Her Vocabulary, Confront a Bouncing Boy Terror, and Try to Save Califa from a Shaky Doom (Despite Being Confined to Her Room), 2008
- Flora's Fury (2012)

## Nagrody
- Nagroda Andre Norton 2008, za powieść dla młodzieży (Flora's Dare)